# Skip Martin (Musiker)
Lloyd Vernon Skip Martin (auch Skippy; * 14. Mai 1916 in Robinson, Illinois; † 12. Februar 1976 in Los Angeles) war ein US-amerikanischer Saxophonist, Klarinettist, Arrangeur und Komponist des Jazz und der Popmusik.

## Biographie
Martin wurde 1916 in Robinson, Illinois, geboren und wuchs in Indianapolis auf. Er war hauptsächlich als Arrangeur in einigen der populärsten Swing-Bands der 1930er- und -40er-Jahre tätig. So arbeitete er mit Gus Arnheim, Count Basie (Tuesday at Ten), Jan Savitt, Charlie Barnet, Benny Goodman und Glenn Miller, bei den letzteren Dreien mitunter auch als Holzbläser. Im Goodman-Orchester spielte er neben Gus Bivona Altsaxophon und nahm mit der Trompeterlegende Cootie Williams in den frühen 1940er-Jahren Musikstücke auf.
Später wurde er mit seinem Big-Band-Chart I’ve Got My Love to Keep Me Warm für Les Browns Orchester weltweit bekannt. In den 1950er-Jahren zog er nach Los Angeles, wo er als freiberuflicher Orchestrator, Studiodirigent und Song-Arrangeur vielseitige Arbeit leistete.
Martin nahm drei Alben auf und produzierte West-Coast-Jazz und Swing-Alben für Somerset Records unter Dave Miller. Er schloss sich dem „Dream-Team von Arrangeuren“ um Nelson Riddle an, die Sinatra-Burke-Alben für das ambitionierte Projekt Reprise Musical Repertory Theatre mit den Sängern des Rat Pack, Bing Crosby, Rosemary Clooney und Jo Stafford zusammenstellten.
In Hollywood war Martin einer der herausragenden Orchestratoren, die zu Singin’ in the Rain (1952) und Guys and Dolls (1955) beigetragen haben. Als Arrangeur arbeitete er auch oft mit Conrad Salinger zusammen, zum Beispiel an Filmen wie Summer Stock (1950), Küß mich, Kätchen! (1953) und Funny Face (1957). Als sein größtes Werk gilt die Orchestration von Judy Garlands Comeback A Star Is Born (1954; Ein neuer Stern am Himmel), das viele seiner bedeutenden Arrangements der Balladen von Harold Arlen und Ira Gershwin enthält, insbesondere The Man that Got Away und It’s a New World.
Skip Martin starb 1976 im 60. Lebensjahr in Los Angeles und wurde dort auf dem National Cemetery bestattet.

## Diskographie

### Alben
- Skip Martin & His Prohibitionists: The Era of The Untouchables. Somerset, 1958.
- Skip Martin: The Music from Mickey Spillane's Mike Hammer. RCA Victor, 1959.
- Skip Martin: Scheherajazz. Somerset, 1959.
- Skip Martin: Swingin’ with Prince Igor and Thannhäuser. Somerset, 1960.
- Skip Martin & His Prohibitionists: Songs And Sounds of the Era of the Untouchables. Somerset, 1960.
- Skip Martin: perspectives in percussion. 2 vol., Somerset, 1961.
- Skip Martin & Video All-Stars: Swingin’ Things from Can-Can. Somerset, 1961.

### Singles
- Skip Martin & Video All-Stars: Swingin’ Things from Can-Can. Somerset, 1961.
- Skip Martin & Video All-Stars: Can-Can. You Do Something to Me. Somerset.
- Skip Martin: Stérèo Percussion. Vogue.
- Skip Martin & Video All-Stars: Fallout. Session At Pete's Pad. Somerset.
- Skip Martin & Video All-Stars: Just One of Those Things. I Am in Love. Somerset.